# Université Sampurnanand de Sanskrit
L'université Sampurnanand de Sanskrit (en hindi : सम्पूर्णानन्द संस्कृत विश्वविद्यालय) est une université publique située à Varanasi dans l'état de l'Uttar Pradesh.

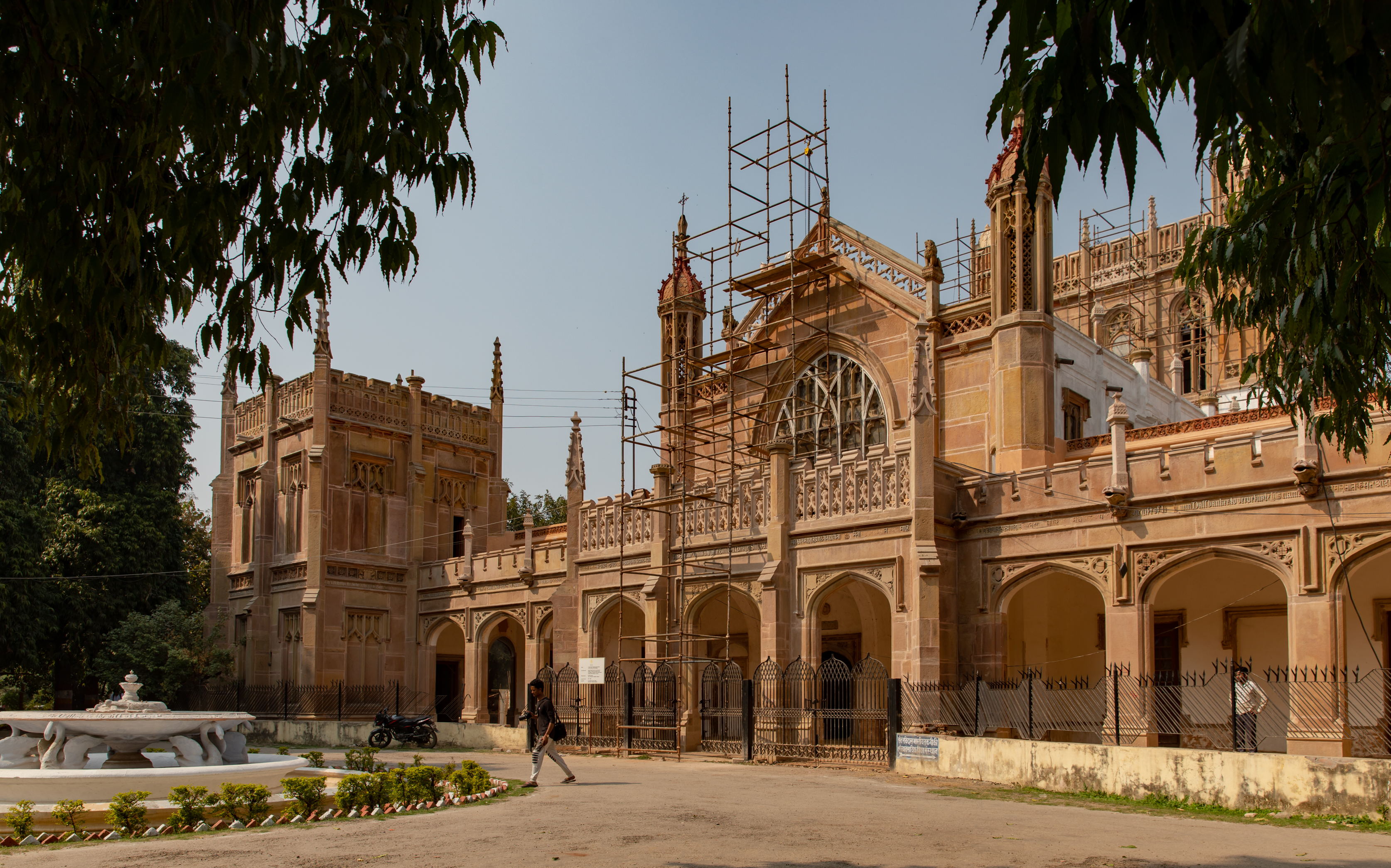
L'université Sampurnanand de Sanskrit

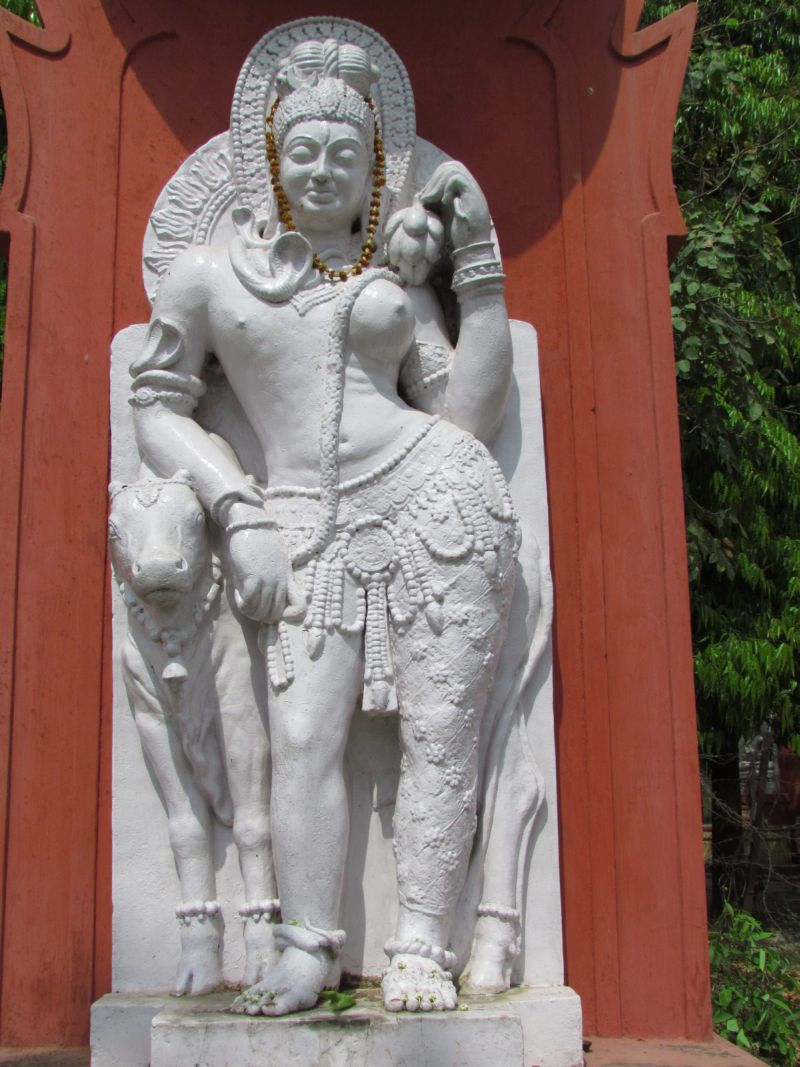
Statue de Ardhanari à proximité de l'université Sampurnanand de Sanskrit.

## Facultés
Les cinq facultés de l'université sont :

## Affiliation
Plus de 1 200 écoles et collèges de sanskrit sont affiliés à cette université. Le tableau des affiliations est le suivant:
| No. | Etat             | Nombre de collèges affiliés |
| --- | ---------------- | --------------------------- |
| 1   | Uttar Pradesh    | 963                         |
| 2   | Rajasthan        | 7                           |
| 3   | Maharastra       | 7                           |
| 4   | Gujarat          | 21                          |
| 5   | Delhi            | 13                          |
| 6   | Cachemire        | 2                           |
| 7   | Himachal Pradesh | 3                           |
| 8   | Sikkim           | 4                           |